# Diminutiv
Das Diminutiv (auch Deminutiv, Diminutivum, Deminutivum von lateinisch (nomen) deminutivum, zu deminuere „verringern, vermindern“, vgl. minus) ist die Verkleinerungsform eines Substantivs mit grammatischen Mitteln. Gegenteil ist das Augmentativ. Diminutive dienen der Verniedlichung, z. B. als Koseform und zur Bildung von Kosenamen (Hypokoristika), oder auch der pejorativen und dysphemistischen Abwertung. Häufigste Endungen im Hochdeutschen sind „-chen“ und „-lein“, letzteres im Alemannischen als „-le“ beziehungsweise in der Schweiz „-li“ (Schweizerdeutsch).

## Kennzeichen und Herkunft
Das Diminutiv gehört als Verkleinerungsform zu den Mitteln der morphologischen Wortbildung. Diminutivformen werden in der Regel durch Kürzung, Silbenverdoppelung oder Anfügen eines Diminutivaffixes gebildet. Die Art und Häufigkeit des Gebrauchs von Diminutiven unterscheidet sich je nach Sprache und Dialekt.
Im Deutschen ist das Diminutiv vor allem durch die Suffixe -chen und -lein gekennzeichnet. Ursprünglich galt sowohl im mittel- als auch im oberdeutschen Sprachraum nur das Suffix -lein, wogegen -chen aus dem niederdeutschen und niederfränkischen Sprachraum stammt (nd. -ken oder -ke). Ab dem 17. Jahrhundert entwickelte sich -chen in der Schriftsprache zum dominanten Suffix.
Grundlage bildet in beiden Fällen das germanische Zugehörigkeitssuffix *-īn. Im Fall von -chen wurde es mit dem Suffix *-k (germanisch *-ko/-ka) verbunden, wogegen -lein eine Verbindung des althochdeutschen Suffixes -al, -il (vgl. etwa ahd. fogal ‚Vogel‘, leffil ‚Löffel‘) mit dem althochdeutschen Verkleinerungssuffix -īn ist, das später als neues, eigenständiges Suffix interpretiert und auf Wörter übertragen wurde, die ursprünglich kein l-Suffix besaßen (vgl. etwa ahd. hūsilīn ‚Häuslein‘).
Im Deutschen gibt es zudem bei Vornamen und anderen Substantiven eine Diminutivendung auf -i (Hansi, Berti, Karli; aber auch Studi, Bubi); siehe auch Abschnitt „Koseformen bei Vornamen“. Die Endung -i wird auch zur Bildung von Spitznamen aus Familiennamen verwendet.
Reduplikationen finden sich auch im Deutschen vor allem für Koseformen (Papa oder Dodo für „Doris“ etwa).
Verschwunden (beziehungsweise von -chen überschichtet) ist hingegen das im Frühneuhochdeutschen beliebte Suffix -gen, das unklarer Herkunft ist.

## Wortbildung
Die Bildung des Diminutivs ist im Deutschen oft mit der Änderung des Vokals der Stammsilbe zum entsprechenden Umlaut (Sack – Säcklein) und Aussparung eines unbetonten letzten Vokals (Hose – Höschen) verbunden (Gegenbeispiele sind etwa Paulchen, Blondchen). Der zu einem doppelt geschriebenen Vokal gebildete Umlaut wird nur einfach geschrieben (z. B. Boot – Bötchen).
Im mittelbairischen Dialektraum wird das Diminutiv bevorzugt mit -erl (z. B. Sackerl, Hunderl, Hoserl, Stüberl), auch nur mit -l (z. B. Gansl) gebildet.
Im südbairischen Dialektraum wird das Diminutiv bevorzugt mit -ele oder -ale (z. B. Sackele/Sackale, Hundele/Hundale, Hosele/Hosale) gebildet.
Im alemannischen Dialektraum wird das Diminutiv in der Regel mit -li gebildet: z. B. Platz – Plätzli. Besonders in höchstalemannischen Mundarten gibt es auch weitere Varianten wie -ji und -tschi, siehe dazu im Artikel -li.
Im schwäbischen Dialektraum wird das Diminutiv mit den Endungen -le (Singular) bzw. -la (Plural) gebildet, z. B. Heisle und Heisla (Häuslein).
Im Altsächsischen wurde für die Verkleinerung das ableitende k (c) bevorzugt, das durch die hochdeutsche Lautverschiebung zu ch wurde und sich zum heutigen -chen erweiterte. Dem oberdeutschen Fridolin mit dem Stamm frid entspricht also ein angelsächsischer Frideko, einem oberdeutschen Berilo mit dem Stamm ber ein niederdeutscher Beriko usw. Die Namensformen mit ko sind seit dem 4. Jahrhundert nachgewiesen.

## Grammatisches Geschlecht (Genus)
In der deutschen Standardsprache sind Diminutive auf -chen und -lein stets sächlich, weshalb die Diminuierung männlicher oder weiblicher Substantive – bei Lebewesen ungeachtet ihres natürlichen Geschlechts (Sexus) – eine Änderung des Genus mit sich bringt. Somit ist das Mädchen (ursprünglich: Mägdchen, Diminutiv von Magd) grammatikalisch sächlich, ebenso wie Weibchen und Männchen. In Dialekten sind Verkleinerungen von männlichen Personennamen hingegen oft männlich, etwa der Hansli (der kleine Hans), aber das Anneli (die kleine Anna). Im österreichischen Dialektraum behalten Verkleinerungen weiblicher Personennamen in der Regel den weiblichen Genus wie die Annerl im Gegensatz zu beispielsweise das Hunderl.

## Verwendung

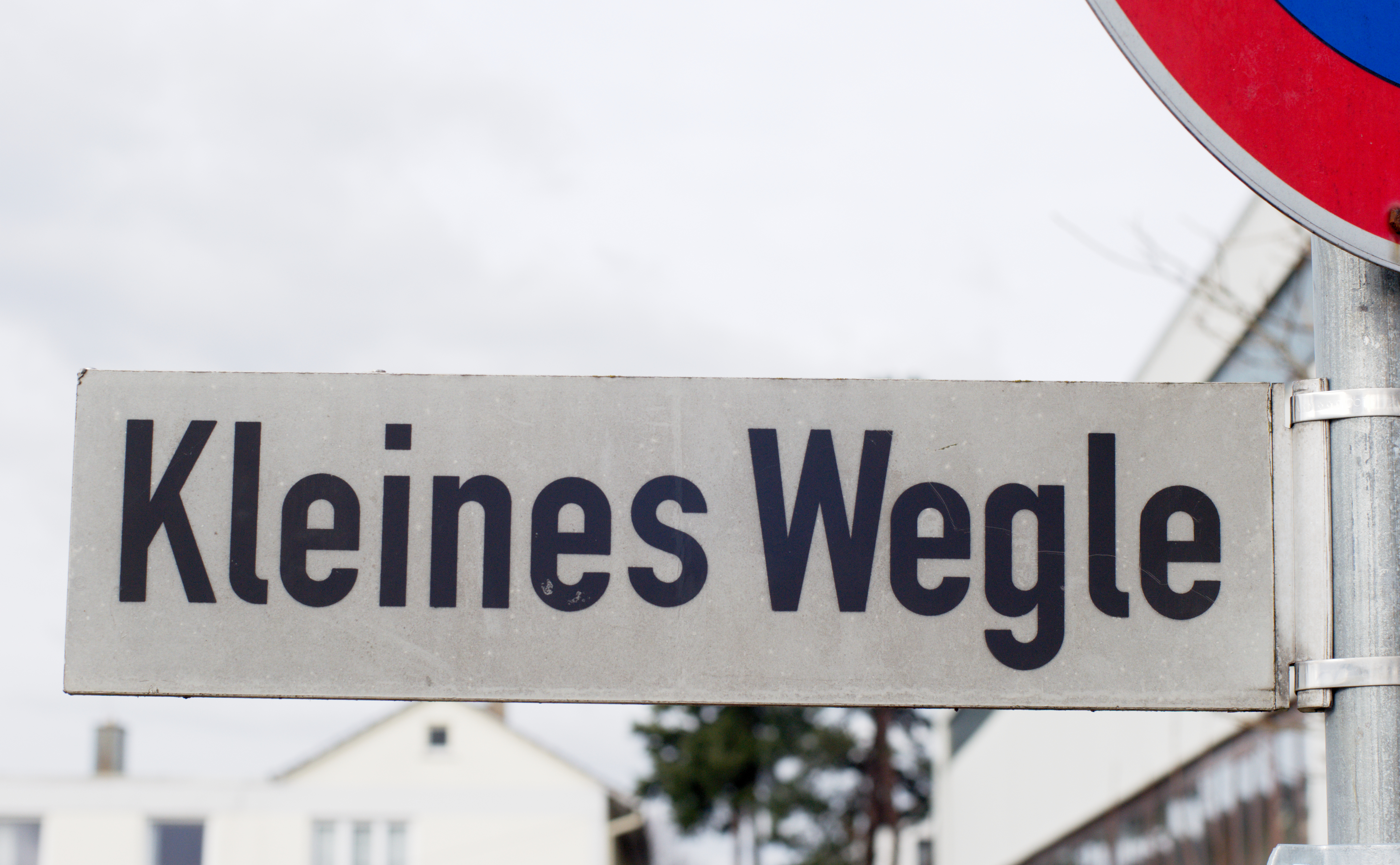
Straßenschild in Freiberg am Neckar

Verwendung des Diminutivs im Deutschen:
- für kleine oder junge Menschen
- zur Kennzeichnung kleiner Gegenstände innerhalb einer Klasse von Gegenständen
- zur Kennzeichnung kleiner oder junger Tiere oder Pflanzen
- als Koseform
- als Verniedlichungsform, besonders von Substantiven oder Eigennamen in an Kinder oder geliebte Personen gerichteter Sprache
- als Wertung: Minderung des Ansehens einer Person oder des Wertes eines Gegenstandes als Pejorativum bzw. Dysphemismus („Das ist kein Haus, das ist ein Häuschen!“)
- als Untertreibung („wir haben ein Problemchen“)

Besonders häufig ist die Verwendung von Diminutiven (-la, -le, -li, -l, -erl) im Ostfränkischen, in den alemannischen Dialekten (siehe den Artikel -li), im Bairischen sowie (-ke) im heute aussterbenden Niederpreußischen. Das ostfriesische Platt verwendet die Diminutiv-Endung -je bzw. -tje (Kluntje, Antje „Ännchen“), kennt aber auch das Suffix -ke (Happke „Häppchen“). Weniger ausgeprägt erfolgt es im Nordniedersächsischen, wo die Verkleinerung in der Regel durch ein vorangestelltes Adjektiv ausgedrückt (lütte Deern „kleines Mädchen“) wird, was mit dem weitestgehenden Fehlen von Diminutiven im angelsächsischen und skandinavischen Sprachraum korrespondiert; das norddeutsche Diminutiv auf -ing (Kinnings für „Kinder“, Louising für „Louise“) ist kaum noch verbreitet. Ebenfalls wenig verbreitet ist das Diminutiv -l oder -el im Ostmitteldeutschen, wo es sich meist nur in feststehenden Ausdrücken wie Rostbrätel findet; es lebt allerdings in einer Reihe von Personennamen (z. B. Hänsel und Gretel) im gesamten deutschen Sprachraum fort.

## Verselbständigte Diminutive
Bestimmte Wörter sind formal Diminutive, werden jedoch als eigenständiger Begriff und nicht (mehr) als Verkleinerungsform des Ursprungsbegriffes verwendet. Beispiele:
- ein bisschen
- Mädchen, abgeleitet von mittelhochdeutsch maget „Jungfrau“ (vergleiche Maid und Magd), eine „kleine Magd, Maid“[9]
- Männchen, Weibchen, allgemeine Bezeichnung für männliche bzw. weibliche Tiere; für „kleiner Mann“ eher „Männlein“ beziehungsweise für „kleine Frau“
- Fräulein, früher Bezeichnung und Anredeform für unverheiratete Frauen; für kleine Frau eher Frauchen (Koseform, ohne Umlaut)
- Herrchen und Frauchen (Hundehalter, Hundehalterin)
- Wehwehchen, Zipperlein (kleines, unbedeutendes Leiden)
- Ohrläppchen
- Brötchen
- Fischstäbchen und Essstäbchen
- Eichhörnchen
- Kaninchen (lat. cuniculus), die Hauptform Kanin wird nur fachsprachlich verwendet
- Meerschweinchen
- Erdmännchen
- Seepferdchen
- Rotkehlchen
- Silberfischchen
- Märchen, abgeleitet von „Mär“
- Radieschen, zu noch fachsprachlich verwendetem Radies (lat. radix „Wurzel“), vergleiche Rettich/Radi
- Stiefmütterchen
- Schneeglöckchen, Maiglöckchen
- Gänseblümchen
- Kätzchen, Blütenstand mancher Bäume oder Sträucher, z. B. Weidenkätzchen
- Sankt Nimmerlein, umgangssprachlich, Tag, der niemals eintreten wird
- Heimchen, Verkleinerung von Heime (m. und f.) (Grille)
- Veilchen, Verkleinerung von Veil (m.)
- Plätzchen (vergleiche Keks)
- Sternchen, typografisches Symbol
- Mätzchen, für Faxen
- Zuckerl, für Bonbon

Weitere Beispiele siehe auch unter -li #Bedeutung.

## Diminutive in anderen Sprachen

### Romanische Sprachen

#### Französisch
Das ursprüngliche französische Diminutiv auf -ette kommt heute nur noch lexikalisiert vor, das heißt, die damit gebildeten Wörter sind selbständig und sind nicht (mehr) die Funktion einer Verkleinerung anderer Wörter. Ein Beispiel ist etwa sandalette „leichte Sandale“, zu sandale „Sandale“. Einige auf diese Weise gebildete Begriffe haben als Fremdwörter Eingang ins Deutsche gefunden, beispielsweise Voiturette oder Zigarette.
Im Quebecer Französisch werden Diminutivformen durch Präfigierung oder Silbenverdopplung gebildet, beispielsweise ti-chat „Kätzchen“, ti-gars „Jüngelchen“, Ti-(L)ouise „Louise“, Ti-Mi „Michelle“, Dédé „André“, Didi „Diane“, Dodo „Dominique“. Ähnliche Formen gibt es auch in den französischen Kreolsprachen (namentlich Haitianisch-Kreolisch) und verschiedenen westafrikanischen Sprachen.

#### Italienisch
Diminutive sind im Italienischen sehr gebräuchlich, besonders als Kosenamen und liebevoll, aber auch scherzhaft oder ironisch. Die typischen Endungen lauten -ina und -ino, oder -etta und -etto; und zuweilen auch -ella und -ello.
Beispiele: Annina zu Anna, Raffaellino zu Raffaello, Giuseppino zu Giuseppe (oder Peppino zu dessen Koseform Beppe), Nicolino zu Nicola oder Niccolò, Nicoletta zu Nicola, Giulietta (Giulietto) zu Giulia (Giulio), Antonino oder Antonello zu Antonio.
Seltener sind die Suffixe -accio oder die -uccio: z. B. Antonaccio statt Antonio, Matteuccio für Matteo.
Verselbständigte Bildungen sind:
- spaghettini (besonders feine, dünne Spaghetti),
- violoncello (kleine Violone, Vorläufer des Kontrabasses),
- piazzetta (kleiner Platz), zu piazza,
- pastorella zu pastora (Hirtin).

Italienisch kennt auch eine Vergrößerungsform (Augmentativ), die auf -one endet.

#### Portugiesisch
Siehe auch:  Abschnitt „Portugiesisch“ im Artikel Diminutivaffix

In der portugiesischen Sprache sind Diminutive ausgesprochen verbreitet, sehr oft verniedlichend, scherzhaft oder ironisch sowie als Steigerung.
Die typische Diminutivendung lautet im Maskulinum -inho (sprich: -iɲu), -sinho, -zinho und im Femininum -inha (sprich: -iɲɐ), -sinha, -zinha.
Beispiele: bola „Ball“ – bolinha; bolo „Kuchen“ – bolinho; pomba „Taube“ – pombinha; peixe „Fisch“ – peixinho; melão Melone – melãosinho.
Daneben existiert auch -ito (sprich: -itu) oder -ita (sprich: -itɐ), das etwas kecker oder frecher klingt als -inho/-inha und teilweise alternativ verwendet werden kann, z. B.:
bébé „Baby“ – bébésinho/bébésinha oder bébésito/bébésita.
Diminutive werden auch bei Adjektiven oder Adverbien benutzt, dies ist nur schwer ins Deutsche zu übersetzen, z. B. pequeno „klein“ – pequeninho oder pequenito; bom „gut“ – bomzinho; devagar „langsam“ – devagarinho.
Verselbständigte Wortbildungen sind: um bocadinho „ein kleines bisschen“ (aber auch: bocado), oder carregadinho (von carregar „tragen“): uma árvore carregadinha de fruta „ein Baum voller Früchte“.

#### Spanisch
Die Diminutiv-Endungen im Spanischen sind -ito beziehungsweise -ita, z. B. Manuel/Manolo – Manolito, Manuela/Manola – Manolita; José – Joselito; flor „Blume“ – florecita; muchacha/-o „Mädchen /Junge“ – muchachita/-o. Zuweilen kommt auch -illo, illa vor, z. B. Ángel –Angelillo.
Die Diminutiv-, aber auch Augmentativsuffixe weisen hinsichtlich ihrer Vokalbetonungen zwei Besonderheiten auf. So sind die Verkleinerungssuffixe, hier in ihrer maskulinen Formen: -ito, -cito, -ico, -cico, -illo, -cillo, auf einem Vorderzungenvokal betont, wohingegen die Vergrößerungssuffixe: -ón, -azo, -ote, einen hinteren bzw. offenen betonten Vokal haben.

### Skandinavische Sprachen
In den skandinavischen Sprachen sind Diminutiva nicht mehr produktiv. Es existieren noch lexikalisierte Reste einer Diminutivendung -ing, zum Beispiel: ælling (dän.) ‚Entchen‘ von and ‚Ente‘, killing (dän.) ‚Kätzchen‘ oder kælling (dän.), kärring (schw.) ‚alte (Frau)‘ von karl ‚Kerl, Mann‘. Unterscheidungen zwischen den Verniedlichungsformen und den entsprechenden Augmentativen werden durch das Voranstellen der Wörter für „klein“ bzw. „groß“ verdeutlicht. In lexikalisierten Fällen werden diese Verbindungen zusammengeschrieben, zum Beispiel dänisch lillebror „kleiner Bruder, jüngerer Bruder“.

### Litauisch
In der litauischen Sprache gibt es Diminutive bei vielen Vornamen (Laimutė, Sigutė, Birutė etc.). Auch sonst sind Diminutive sehr verbreitet. Dafür gibt es etliche Diminutivendungen:
- „-elis, -elė“: z. B. namelis (Häuschen), gėlelė (Blümchen)
- „-ėlis, -ėlė“: ąsotėlis (Krügchen, kleiner Krug), gaidelis (Hähnchen), mažutėlė (kleines Mädchen)
- „-ulis, -ulė“: mažulis (kleiner Junge), Gintulis (vom männlichen Vornamen „Gintas“)
- „-(i)ukas, -(i)ukė“: berniukas (junger Knabe, Knäbchen), Aidukas (vom männlichen Vornamen „Aidas“)
- „-eliukas, -eliukė“ (doppelter Diminutiv): ereliukas (ganz ganz kleiner Adler), mameliukė (kleine Mama, liebe Mama)
- „-ytis, -ytė“: paukštytis (Vögelchen), gėlytė (Blümchen), Onytė (vom weiblichen Vornamen „Ona“, auf Deutsch Anna)
- „-(i)utis, -(i)utė“: zuikutis (ganz kleines Kaninchen), saulutė (kleine Sonne, beliebt als Kosewort), s. a. die weiblichen Beispielvornamen oben
- „-(i)ūkštis, -(i)ūkštė“: berniūkštis (junger Knabe, kleiner Junge), upėliūkštis (besonders kleines Flüsschen, Bächlein, Rinnsal)
- „-aitis, -aitė“: bernaitis (junger Knabe, kleiner Junge), mamaitė (kleine Mama, liebe Mama)
- „-učiukas, -učiukė“ (zwei sich steigernde Formen des Diminutivs): mažučiukas (winzig kleiner Junge), mažučiukė (kleines Mädchen)

Sogar die Funktion „Seite erneuern“ (engl. „purge“) heißt in der litauischen Wikipedia „Išvalyti podėlį“ (also „das kleine Töpfchen auswaschen“).

### Lettisch
In der lettischen Sprache sind Diminutive sehr verbreitet. So heißt es im Volkslied:
Pie niedrītes laivu sēju, pie auziņas kumeliņu.

Pats uzkāpu kalniņāi zeltenītes lūkotiesi.
Hier sind in zwei kurzen Liedzeilen fünf Diminutive enthalten: „niedrīte“ ist Diminutiv von „niedre“ (Schilf), „auziņa“ von „auza“ (Hafer), „kalniņš“ von „kalns“ (Berg), „zeltenīte“ von „zeltene“.

### Slawische Sprachen
In den slawischen Sprachen werden häufig zwei sich steigernde Formen des Diminutivs verwendet, z. B. im Tschechischen: strom „Baum“ → stromek „Bäumchen“ → stromeček „kleines Bäumchen“.
Im Russischen ist die typische Endung des Diminutivs ein -a, die oft um -ka, -ja, -schka erweitert auftritt, wie z. B. baba „alte Frau, Großmutter“ neben babuschka „Großmütterchen, Oma“.

### Neugriechisch
In der griechischen Sprache dienen der Diminuierung eine Vielzahl verschiedener Verkleinerungssuffixe. Zu den gebräuchlichsten zählen:
- Maskulina: -άκης [-ákis], -άκος [-ákos], -ούλης [-oúlis]
Beispiel: der Vater (ο πατέρας [o patéras]) → das Väterchen (το πατερούλης [o pateroúlis])
- Feminina: -ούλα [-oúla], -ούδα [-oúda], -οπούλα [-opoúla], -ίτσα [-ítsa]
Beispiel: das Bier* (η μπίρα  [i bíra]) → das Bierchen (η μπιρίτσα [i birítsa])  [* das Genus im Griechischen ist feminin]
- Neutra: -άκι [-áki], -ούλι [-oúli], -ούδι [-oúdi], -ουδάκι [-oudáki], -οπούλο [-opoúlo]
Beispiel: das Haus (το σπίτι [to spíti]) → das Häuschen (το σπιτάκι [to spitáki])

„Die Bedeutung der griechischen Diminutiva geht aber über die Verkleinerung hinaus, denn sie werden sehr oft verwendet, um eine zärtliche Bemerkung, eine höfliche Bitte, eine approximative Berechnung, manchmal auch eine negative [verharmlosende] Beurteilung auszudrücken“ (Pavlos Tzermias: Neugriechische Grammatik, A. Francke Verlag, Bern 1967).
Das Griechische kennt nicht nur Diminutiva, sondern auch Vergrößerungsformen (Augmentativa), die manchmal sehr plastisch sind.

### Esperanto
In der internationalen Sprache Esperanto wird die „Verkleinerungsform“  mit der Silbe -et- in Anlehnung an die romanischen Sprachen gebildet, für die entgegengesetzte „Vergrößerungsform“ wird die Silbe -eg-  benutzt. Danach wird, wie regelhaft üblich, ein Endvokal oder eine Endsilbe angefügt, die die Wortklasse bezeichnet (-o für Substantive in der Einzahl, -oj für Substantive im Plural, -a für Adjektive, -e für Adverbien, -i für Verben in der Grundform usw.):
- pordo, pordoj Tür, Türen; pordeto, pordetoj Türchen, Pforten (auch Plural); pordego, pordegoj Tor, Tore
- varma warm, varmeta lauwarm, varmega heiß
- salti springen, salteti hüpfen, saltegi Riesensprünge machen

Die Silben sind auch als eigenständige Wortstämme einsetzbar:
- eta klein, gering, ege sehr (Adverb)